# Badula crassa
Badula crassa é uma espécie de planta da família Myrsinaceae. É encontrado em Maurícia e em Madagáscar. Seu hábitat natural são as regiões subtropicais ou tropicais de secas florestas. Está ameaçada por perda de hábitat.